# Ronde van Spanje 2011/Vierde etappe
De vierde etappe van de Ronde van Spanje 2011 werd verreden op 23 augustus. Het was een zware bergrit van Baza naar de Sierra Nevada over 164 kilometer.

## Verloop
De traditionele vlucht met onder andere de Oostenrijker Thomas Rohregger en de Fransman Guillaume Bonnafond leek lange tijd al vroeg op de klim gegrepen te worden. Het verwachte vuurwerk onder de favorieten bleef echter uit en de Italiaan Eros Capecchi, de Rus Vladimir Karpets en de Pool Michał Gołaś namen bijna de volledige slotklim, de 23 kilometer lange Sierra Nevada, voor hun rekening.
Toen op ongeveer vijf kilometer van de top de laatste vluchters dreigden gegrepen te worden viel de Zweed Fredrik Kessiakof aan. Deze werd op de voet gevolgd door Chris Anker Sørensen. Beide renners voegden zich bij de vroege vluchters en Sörensen ging onmiddellijk door. Verrassend genoeg was het niet Kessiakof maar Bonafond die aanklampte. De overige vluchters werden al snel gegrepen door het peloton.
Vanuit het peloton ontsnapte de Spanjaard Daniel Moreno om als springplank te dienen voor zijn kopman Joaquim Rodríguez. Hij voegde zich gezwind bij de twee vluchters. Op drie kilometer van het einde brak de Fransman Bonafond en bleven enkel de Deen en de Spanjaard over. De verwachte versnelling van Rodriguez bleef uit en in de spurt versloeg Moreno zijn metgezel Sörensen. De Ier Daniel Martin eindigde derde en snoepte nog belangrijke bonificaties af van de favorieten.
Tussen de favorieten waren de verschillen beperkt. Enkel de Spanjaard Igor Anton kende problemen en verloor anderhalve minuut. De Fransman Sylvain Chavanel werd de nieuwe leider, maar verloor wel tijd.

## Rituitslag
| Rituitslag |                       |                     |           |
| Plaats     | Naam                  | Ploeg               | Tijd      |
| Winnaar    | Daniel Moreno         | Team Katjoesja      | 4u 51'53" |
| 2          | Chris Anker Sørensen  | Saxo Bank-Sungard   | op 3"     |
| 3          | Daniel Martin         | Team Garmin-Cervélo | op 11"    |
| 4          | Joaquim Rodríguez     | Team Katjoesja      | z.t.      |
| 5          | Przemysław Niemiec    | Lampre-ISD          | z.t.      |
| 6          | Sergej Lagoetin       | Vacansoleil-DCM     | z.t.      |
| 7          | Jurgen Van den Broeck | Omega Pharma-Lotto  | z.t.      |
| 8          | Wout Poels            | Vacansoleil-DCM     | z.t.      |
| 9          | Michele Scarponi      | Lampre-ISD          | z.t.      |
| 10         | Bauke Mollema         | Rabobank            | z.t.      |

## Klassementen
| Algemeen Klassement |                     |                     |           |
| Plaats              | Naam                | Ploeg               | Tijd      |
| Rode trui           | Sylvain Chavanel    | Quick Step          | 13u19'09" |
| 2                   | Daniel Moreno       | Team Katjoesja      | op 43"    |
| 3                   | Jakob Fuglsang      | Team Leopard-Trek   | op 49"    |
| 4                   | Maxime Monfort      | Team Leopard-Trek   | z.t.      |
| 5                   | Vincenzo Nibali     | Liquigas-Cannondale | op 53"    |
| 6                   | Kanstantsin Siwtsow | Team HTC-High Road  | op 58"    |
| 7                   | Fredrik Kessiakoff  | Pro Team Astana     | op 59"    |
| 8                   | Sergio Pardilla     | Team Movistar       | op 1'03"  |
| 9                   | Marzio Bruseghin    | Team Movistar       | z.t.      |
| 10                  | Kevin Seeldraeyers  | Quick Step          | op 1'04"  |
|                     |                     |                     |           |
| 17                  | Bauke Mollema       | Rabobank            | op 1'19"  |

| Ploegenklassement |                     |           |
| Plaats            | Ploeg               | Tijd      |
|                   | Team RadioShack     | 39u26'16" |
| 2                 | Rabobank            | op 1'08"  |
| 3                 | Quick Step          | op 1'31"  |
| 4                 | Team Katjoesja      | op 1'38"  |
| 5                 | Team Leopard-Trek   | op 2'01"  |
| 6                 | Lampre-ISD          | op 2'05"  |
| 7                 | Geox-TMC            | op 2'44"  |
| 8                 | Pro Team Astana     | op 3'49"  |
| 9                 | Team Garmin-Cervélo | op 3'54"  |
| 10                | Euskaltel-Euskadi   | op 4'00"  |

## Nevenklassementen
| Puntenklassement |                       |                    |        |
| Plaats           | Naam                  | Ploeg              | Punten |
| Groene trui      | Pablo Lastras         | Team Movistar      | 28     |
| 2                | Sylvain Chavanel      | Quick Step         | 26     |
| 3                | Daniel Moreno         | Team Katjoesja     | 25     |
|                  |                       |                    |        |
| 13               | Jurgen Van den Broeck | Omega Pharma-Lotto | 14     |
| 16               | Bauke Mollema         | Rabobank           | 12     |

| Bergklassement        |                      |                   |        |
| Plaats                | Naam                 | Ploeg             | Punten |
| Bolletjestrui (blauw) | Daniel Moreno        | Team Katjoesja    | 20     |
| 2                     | Chris Anker Sørensen | Saxo Bank-Sungard | 15     |
| 3                     | Koen de Kort         | Skil-Shimano      | 13     |

| Combinatieklassement |                  |                     |        |
| Plaats               | Naam             | Ploeg               | Punten |
| Witte trui           | Daniel Moreno    | Team Katjoesja      | 6      |
| 2                    | Sylvain Chavanel | Quick Step          | 15     |
| 3                    | Daniel Martin    | Team Garmin-Cervélo | 24     |

1e etappe ·
2e etappe ·
3e etappe ·
4e etappe ·
5e etappe ·
6e etappe ·
7e etappe ·
8e etappe ·
9e etappe ·
10e etappe ·
11e etappe ·
12e etappe ·
13e etappe ·
14e etappe ·
15e etappe ·
16e etappe ·
17e etappe ·
18e etappe ·
19e etappe ·
20e etappe ·
21e etappe
Startlijst · Eindstanden · Afbeeldingen